# 数字和

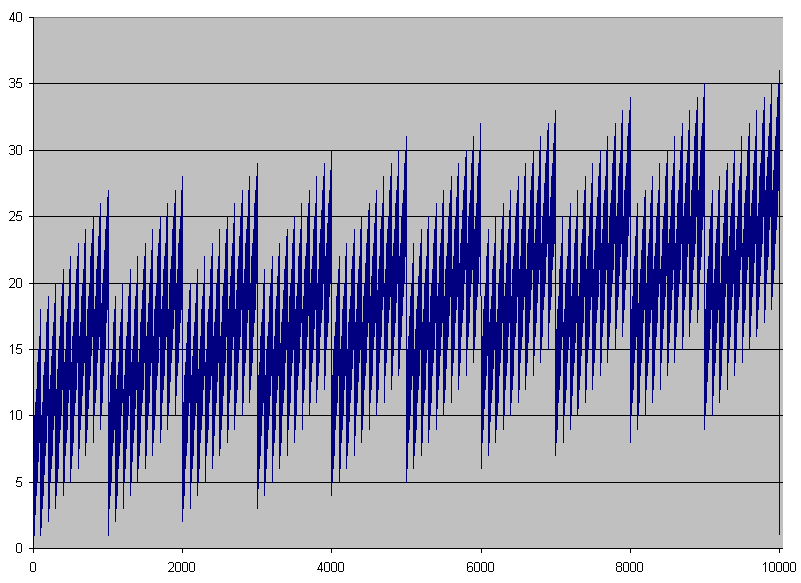
0-10000的数字和对应的图像

一个整数的数字和，是將一數在特定記數系統中的每一個位數相加起来所得的和。例如，84001在十進制中的数字和是13，即{\displaystyle {{{{{8}+{4}}+{0}}+{0}}+{1}}=13}。
这个概念与數字根有密切的关系，但并不相同，数字根是把所有数字相加起来所得的和，然后再把这个和的所有数字相加起来，又得到一个和，重复这个步骤，直到最终只剩下一个数字，这个数字便称为数字根。数字和可以是任意正整數的值，而数字根只能是0到9。
在十進制中，数字和可以用来判断一个数是否能被3或9整除。如果数字和能被3或9整除，则原来的数也能被3或9整除。可參照去九法、整除規則。

## 定義
任何自然數都可以在底數為b下的進位制中表示，其中b的絕對值必須大於一。若有一自然數n，其於b進位制中表示為{\textstyle d_{k-1}d_{k-2}...d_{2}d_{1}d_{0}}，則其數字和（或位數和）{\textstyle F_{b}}為將自然數映射到自然數的函數{\textstyle F_{b}:\mathbb {N} \rightarrow \mathbb {N} }，其可以定義為：
{\displaystyle F_{b}(n)=\sum _{i=0}^{k-1}d_{i}}
其中{\displaystyle k=\lfloor \log _{b}{n}\rfloor +1}，代表自然數n在底數為b的進位制表示時的位數個數。而每個位數{\textstyle d_{i}}又可以表示成：
{\displaystyle d_{i}={\frac {n{\bmod {b^{i+1}}}-n{\bmod {b}}^{i}}{b^{i}}}}
舉例來說，84001在十進制中的數字和可以表示為{\displaystyle F_{10}(84001)=\,}{\displaystyle {{{{{8}+{4}}+{0}}+{0}}+{1}}=13}
此外，一個足夠大的數在較大底數進位制下的數字和不會小於較小底數進位制下的數字和，即兩底數{\displaystyle b_{1}}、 {\displaystyle b_{2}}，若{\displaystyle 2\leq b_{1}\leq b_{2}}，且有一個足夠大的自然數n，則滿足不等式{\textstyle F_{b_{1}}(n)\leq F_{b_{2}}(n)}。
一般單個位的數（如十進制的0至9）其數字和即為自己本身。十進制下前幾個非負整數的數字和為 ：
0, 1, 2, 3, 4, 5, 6, 7, 8, 9, 1, 2, 3, 4, 5, 6, 7, 8, 9, 10...（OEIS數列A007953）
彼得·波尔文和乔纳森·波尔文使用此數列的母函数導出了許多快速收斂之有理和超越級數。

### 擴展到負整數
負整數的數字和目前沒有一個廣泛被接受的定義。一般可以透過負整數的有符號數表示法來將自然數的數字和推廣到負數。
另一種適用於負數的數字和為僅將最高位數代負號，其他位數照樣相加的數字和，例如負一百五十八（{\displaystyle -158}）可以拆成{\displaystyle -1,\,5,\,8}，對應的數字和為{\displaystyle {{{-{1}}+{5}}+{8}}=12}，這個數列為數字差（OEIS數列A274580）的相反數。

## 用途
数字和雖與數字根不同，但皆可以用於3和9的整除判斷。数字和與數字根不同之處在於，數字根必為0至9之間的自然數，而数字和可以是任意整數。兩者用於判斷3或9的倍數的方法皆是若一數的数字和或數字根能被3或9整除，則其為3或9的倍數。特別地，對於判定9的倍數，此規則稱為「九的規則」，為去九法的基礎。
在早期的電腦中，亦常使用數字和作為檢查計算機計算結果的一種常見方式。此外數字和亦可以作為生成隨機數的一種方式。假設所使用的數表中每個數字都是隨機的，則根據中心極限定理，這些數的數字和可以視為具有接近高斯分佈的隨機分佈。而早期在計算機還沒被發明、使用手工計算時Edgeworth曾於1888年建議可以透過取對數的數學用表中50位數字之和作為隨機數生成的一種方式。

## 列表
下表列出了數字和為特定數的自然數：
| 数字和 | 数                                                           | OEIS    | 哈沙德數 | 素数     |
| ------ | ------------------------------------------------------------ | ------- | -------- | -------- |
| 1      | 1, 10, 100, 1000, 10000, 100000, …                           | A011557 |          |          |
| 2      | 2, 11, 20, 101, 110, 200, 1001, …                            | A052216 | A069537  | 2,11,101 |
| 3      | 3, 12, 21, 30, 102, 111, 120, 201, 210, 300, 1002, …         | A052217 |          |          |
| 4      | 4, 13, 22, 31, 40, 103, 112, 121, 130, 202, 211, …           | A052218 | A063997  | A062339  |
| 5      | 5, 14, 23, 32, 41, 50, 104, 113, 122, 131, 140, 203,         | A052219 | A069540  | A062341  |
| 6      | 6, 15, 24, 33, 42, 51, 60, 105, 114, 123, 132, 141, 150, …   | A052220 | A062768  |          |
| 7      | 7, 16, 25, 34, 43, 52, 61, 70, 106, 115, 124, 133, 142, …    | A052221 | A063416  | A062337  |
| 8      | 8, 17, 26, 35, 44, 53, 62, 71, 80, 107, 116, 125, 134, …     | A052222 | A069543  | A062343  |
| 9      | 9, 18, 27, 36, 45, 54, 63, 72, 81, 90, 108, 117, 126, 135, … | A052223 |          |          |
| 10     | 19, 28, 37, 46, 55, 64, 73, 82, 91, 109, 118, 127, 136, …    | A052224 | A218292  | A107579  |
| 11     | 29, 38, 47, 56, 65, 74, 83, 92, 119, 128, 137, 146, 155, …   | A166311 | A216995  | A106754  |
| 12     | 39, 48, 57, 66, 75, 84, 93, 129, 138, 147, 156, 165, …       | A235151 |          |          |
數字和為特定數的最小自然數，即上表中，每行的第一個數構成的數列，為清除重複項後的月三角數（lunar triangular numbers）：
1, 2, 3, 4, 5, 6, 7, 8, 9, 19, 29, 39, 49, 59, 69, 79, 89, 99, 199, 299, 399, …（OEIS數列A051885）

## 相關數列
數字和可以視為將一數的每個位數視為單一元素並進行統計運算的操作，其他類似地如數字平方和、數字平均（即一數所有位數的平均值， A061383中則記載了數字平均為整數的數）等。
一个整数的数字差，是將一數在特定記數系統中的每一個位數兩兩間插入減號得到的結果。例如，84001在十進制的数字差是{\displaystyle {{{{{8}-{4}}-{0}}-{0}}-{1}}=3}。
在十進制中，從1開始的前幾個數的數字差為：
1, 2, 3, 4, 5, 6, 7, 8, 9, 1, 0, -1, -2, -3, -4, -5, -6, -7, -8, 2, 1.... （OEIS數列A274580）
部分數字數字差為零。數字差為零意味著最高位數等於非最高位數的和，這些數包括：
0, 11, 22, 33, 44, 55, 66, 77, 88, 99, 101, 110, 202, 211, 220.... （OEIS數列A193772）
在趣味數學中，數字差的相反數可以視為負整數數字和的一種定義。在這種定義下，有一類數為數字和平方與自身的和大於零的數，雖然所有非負整數皆有此種性質（OEIS數列A118881），然而負整數中只有26個數有此種性質，在部份非正式場合中被稱為殭屍數，殭屍數為位數和（首位含負號）的平方與自身的和大於零的負數。其被描述為「如殭屍般起死回生（轉為非負整數）的數」。在十進制中，所有擁有此性值的數，共26個，列舉如下：
-2, -3, -4, -5, -6, -7, -8, -9, -15, -16, -17, -18, -19, -28, -29, -159, -168, -169, -178, -179, -187, -188, -189, -197, -198, -199。（OEIS數列A328933）
一个整数的数字積，是將一數在特定記數系統中的每一個位數相乘起来所得的積。例如，841在十進制中的数字積是{\displaystyle {{{8}\times {4}}\times {1}}=32}。在十進制中，從零開始的前幾個數的數字積為：
0, 1, 2, 3, 4, 5, 6, 7, 8, 9, 0, 1, 2, 3, 4, 5, 6, 7, 8, 9, 0, 2, 4, 6, 8...（OEIS數列A007954）
一个整数的数字冪，是將一數在特定記數系統中的每一個位數{\displaystyle d_{k-1}d_{k-2}...d_{2}d_{1}}寫成指數塔{\displaystyle d_{k-1}^{d_{k-2}^{\cdot ^{\cdot ^{d_{2}^{d_{1}}}}}}}的結果。例如，324在十進制中的数字冪是{\displaystyle {{3}^{{2}^{4}}}=43046721}。
在十進制中，從1開始的前幾個數的數字冪為：
1, 2, 3, 4, 5, 6, 7, 8, 9, 1, 1, 1, 1, 1, 1, 1, 1, 1, 1, 1, 2, 4, 8, 16, 32, 64, 128, 256, 512, 1, 3, 9, 27, 81, 243, 729, 2187, 6561, 19683.... （OEIS數列A256229）
這個數列有另一種可能的定義，如果是左結合的數字冪，則會在三位數開始出現不同的結果，例如324的左結合数字冪是{\displaystyle {{\left({{3}^{2}}\right)}^{4}}=6561}。
一个整数的數字交錯和為將整數的位數以a - b + c - d + ...的形式交錯地相加或相減的結果。例如，841在十進制中的數字交錯和是{\displaystyle {{{8}-{4}}+{1}}=5}。在十進制中，從零開始的前幾個自然數的數字交錯和為：
0, 1, 2, 3, 4, 5, 6, 7, 8, 9, 1, 0, -1, -2, -3, -4, -5, -6, -7, -8, 2, 1...（OEIS數列A225693）
若一數的數字交錯和為0或11的倍數，則該數能被11整除。這個特性可以用於判別1數是否能被11整除。
一个整数的數字平方和，是將一數在特定記數系統中的每一個位數平方後求和的結果。例如，841在十進制中的數字平方和是{\displaystyle {{{{8}^{2}}+{{4}^{2}}}+{{1}^{2}}}=81}。在十進制中，從零開始的前幾個整數之數字平方和為：
0, 1, 4, 9, 16, 25, 36, 49, 64, 81, 1, 2, 5, 10, 17, 26, 37, 50, 65...（OEIS數列A003132）
其與一般的數字和有不太相同的特性：對於一數的數字和，並不斷地將結果計算數字和最終會結束在一個數，該數稱為數字根；而對於一數的數字平方和，並不斷地將結果計算數字平方和，未必能結束在一個數。對於數字平方和無法結束在一個數的數，稱為悲傷數（sad numbers）或不快樂數（unhappy number） ，反之，稱為快樂數。